# Socialistisk realism
Ej att förväxla med realsocialism eller socialrealism.

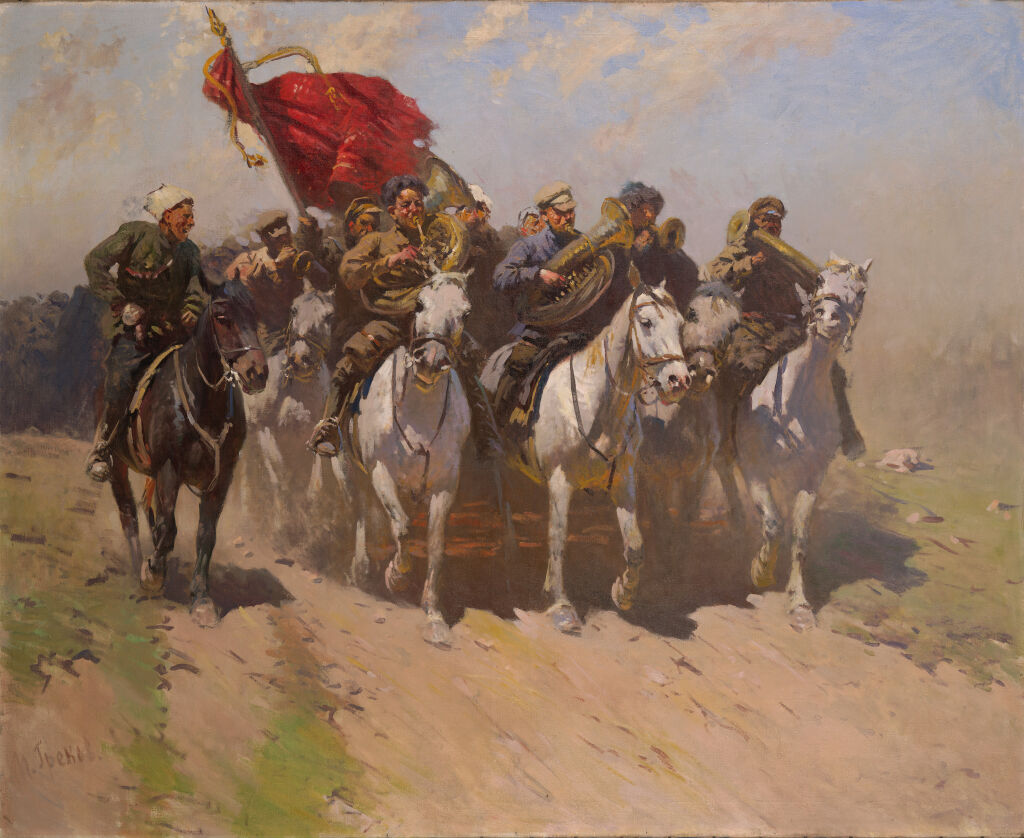
Trumpetare från 1:a kavalleriet. Målning av den sovjetiske konstnären Mitrofan Grekov 1934.

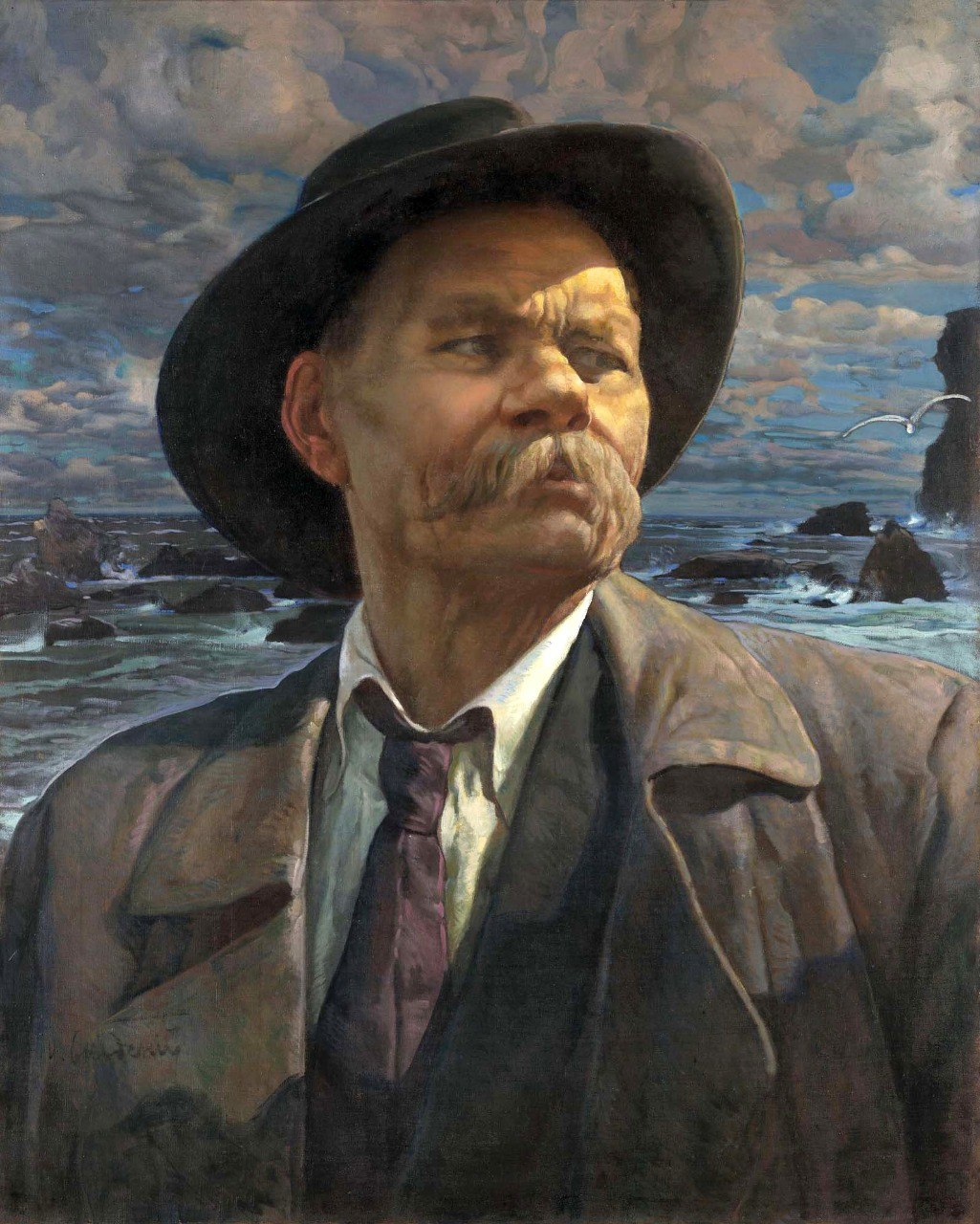
Konstnären Isaak Brodskijs porträtt av författaren Maksim Gorkij 1937. Båda var förespråkare för den socialistiska realismen.

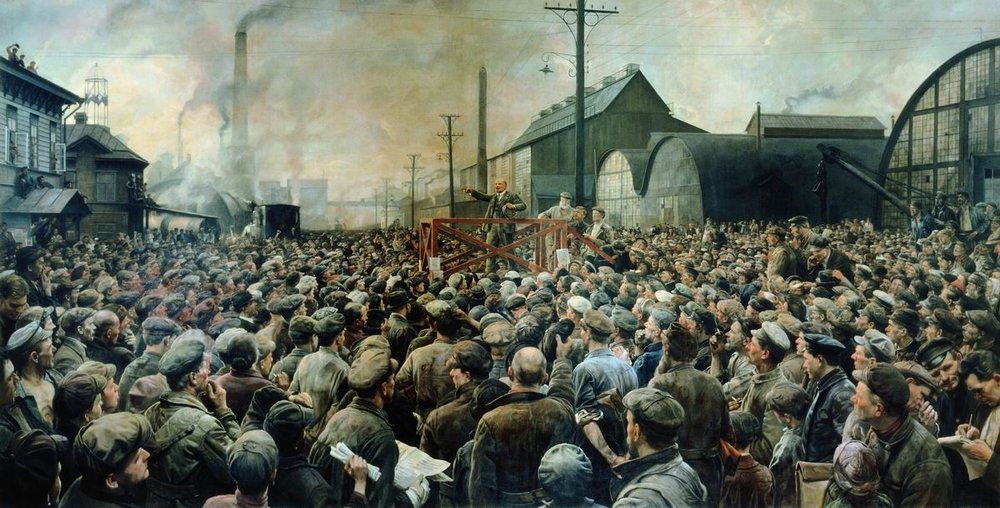
Lenin vid Putilovfabriken 1917 målning av Isaak Brodskij 1929.

Socialistisk realism är en konstriktning baserad på en doktrin om konstens och konstnärens roll i uppbyggandet av det kommunistiska samhället, som formulerades i Sovjetunionen på 1930-talet. Den konstnärliga stil som doktrinen påbjöd kännetecknas av naturalism/realism och idealiserade skildringar av folket och kommunistpartiet. Den socialistiska realismen förklarades 1934 som allenarådande norm för alla Sovjetkonstnärer inom alla konstarter. Under andra hälften av 1900-talet blev den även föreskriven konstriktning i kommuniststater i Östeuropa och Asien.
Socialistisk realism är något annat än socialrealism. Den socialrealistiska konsten utgår inte från en viss partilinje utan förmedlar den enskilde konstnärens indignation över företeelser i samhället.

## Socialistiska realismen formuleras 1934
Vid den sovjetiska författarkongressen 1934 höll partisekreteraren i Leningrad, Andrej Zjdanov, det tal som befäste doktrinen om socialistisk realism. Diskussioner om konstens uppgift i ett socialistiskt samhälle hade då pågått under ett drygt decennium bland ideologer och konstnärer. I talet som Zjdanov höll vände han sig till författare och talade om litteratur men den socialistiska realismen skulle gälla som den officiella normen, eller "metoden", för all konst – litteratur, måleri, skulptur, musik, film och scenkonst.
I sitt tal förklarade Zjdonov att en sovjetisk författare ska ”framställa verkligheten i sin revolutionära utveckling” och att ”sanningsenligheten och det historiskt konkreta i den konstnärliga gestaltningen ska kombineras med en ideologisk omdaning och utbildning av det hårt arbetande folket i socialismens anda. Denna metod inom litteraturen och litteraturkritiken är vad vi kallar den socialistiska realismen”. Zjdonov sa vidare att den sovjetiska litteraturen "kan inte vara fientlig till romantiken, utan måste ha en ny slags romantik, en revolutionär romantik. Vi säger att den socialistiska realismen är den grundläggande metoden för litteraturen, och det förutsätter att revolutionär romantik ingår som en del i det litterära skapandet, för vårt partis hela liv, för den arbetande klassens hela liv och dess kamp består i en kombination av det mest stränga och samvetsgranna praktiska arbete och en stark känsla för heroiska handlingar och storslagna framtidsutsikter."
Sammanfattningsvis innebär "metoden" att konstnären ska gestalta den historiska verkligheten i en heroisk och romantisk stil så att den uppfostrar massorna i den socialistiska andan.

## Den socialistiska realismen i Sovjet
Den socialistiska realismens litteratur ger prov på allt ifrån tom propaganda till verk pulserande av liv. Detsamma gäller bildkonsten. All konst höll sig nära naturalismen och realismen, men sträckte sig inom måleriet till en luftig impressionism. Personlig och experimentell konst tilläts inte.
Åren kring revolutionen 1917 hade det funnits många röster och rörelser bland författare och konstnärer; där fanns modernistiska riktningar som konstruktivism, symbolism, expressionism och futurism, samt de som sökte sig bakåt - inom måleriet gruppen AChRR som såg sig som arvtagare till de realistiska artonhundratalsmålarna kallade Vandrarna (Peredvizjnikerna), och inom litteraturen de som åberopade Lev Tolstojs verk. Men under Stalin, som efterträtt Lenin 1924, hårdnade politiken gentemot konstnärer. När den första femårsplanen presenterades 1928 ingick skrivningar om konsten. Konstnärerna uppmanades att arbeta enligt socialismens riktlinjer och den experimenterande konsten avfärdades som "dekadent". Den 23 april 1932 förbjöds alla organisationer för bildkonstnärer och ett statligt konstnärsförbund grundades där före detta medlemmar i AChRR blev den dominerande gruppen. Vid det sovjetiska författarförbundets kongress 1934 deklarerades så den socialistiska realismen som den enda "metoden" för att skapa sann socialistisk konst.
Partiets syfte med den socialistiska realismen var att få fram en konst för massorna och att i folket inspirera en kärlek till arbetet och uppgiften att bygga upp kommunismen. Ledorden var tillgänglighet (dostupnost), i folkets anda (narodnost), och i partiets anda (partiinost). Kommunistpartiet ville få konstnärerna att, med Stalins ord, bli "själens ingenjörer" (ryska: инженеры человеческих душ). Konsten skulle forma den nya sovjetmänniskan.
Efter Stalins död 1953 började systemet förändras. En öppnare atmosfär kom med Nikita Chrusjtjov, en period kallad för "tövädret". Personkulten runt Stalin fördömdes och ett personligare uttryck inom konsten tilläts. Men fortfarande kritiserades den konst som ansågs som experimentell. Tövädret tog slut under Brezjneveran (1964-82) men trots det skapades under denna tid många personliga verk. Först med Gorbatjov (1985-1991) och hans glasnost- och perestrojka-reformer upphörde icke-konformistiska konstnärer att ses som dissidenter.

### Författare och konstnärer
En av föregångarna till och en förespråkare av den socialistiska realismen var författaren Maksim Gorkij. Hans verk sågs som ett föredömligt exempel på socialistisk litteratur. Gorkij själv framhöll Lev Tolstoj som förebild. På 1920- och 30-talen kom två omtalade romaner som anses vara tidiga exempel på socialistisk realism - Fjodor Gladkovs Cement (1924) och Valentin Katajevs Tid, Framåt! (1932). Mindre kända är författarna Alexander Fadejev och Jurij Krimov som på 1930- och 40-talen också publicerade heroiska arbetarskildringar.
En av de mest framstående målarna inom den socialistiska realismen var Isaak Brodskij. Han var liksom Maksim Gorkij en föregångare med många kända verk från 1920-talet; han hade varit medlem i konstnärsgruppen AKhRR. Brodskij gjorde otaliga porträtt av Lenin och Stalin och idealiserade målningar ur sovjetstatens historia. Framträdande inom den socialistiska realismen var även skulptören Vera Muchina vars monumentalskulptur Arbetare och kolchoskvinna från 1937 blev en sovjetisk nationalsymbol. Andra omtalade konstnärer var Aleksander Gerasimov, Mitrofan Grekov, Aleksander Dejneka, Tetiana Jablonska och Arkadij Plastov.

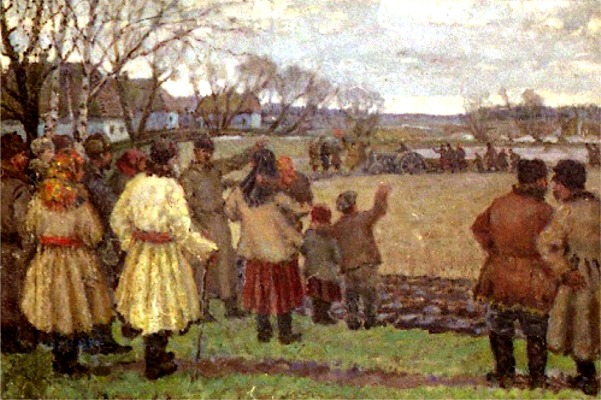
Den första traktorn av Vladimir Krichatskij, ca 1935.
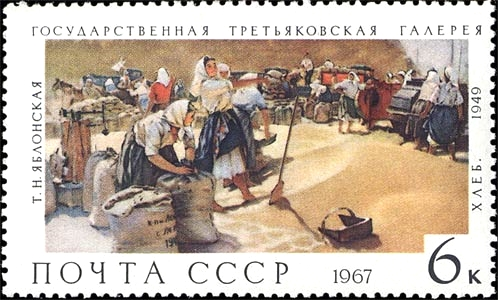
Brödsäd av Tetiana Jablonska 1949, på ett frimärke från 1967.
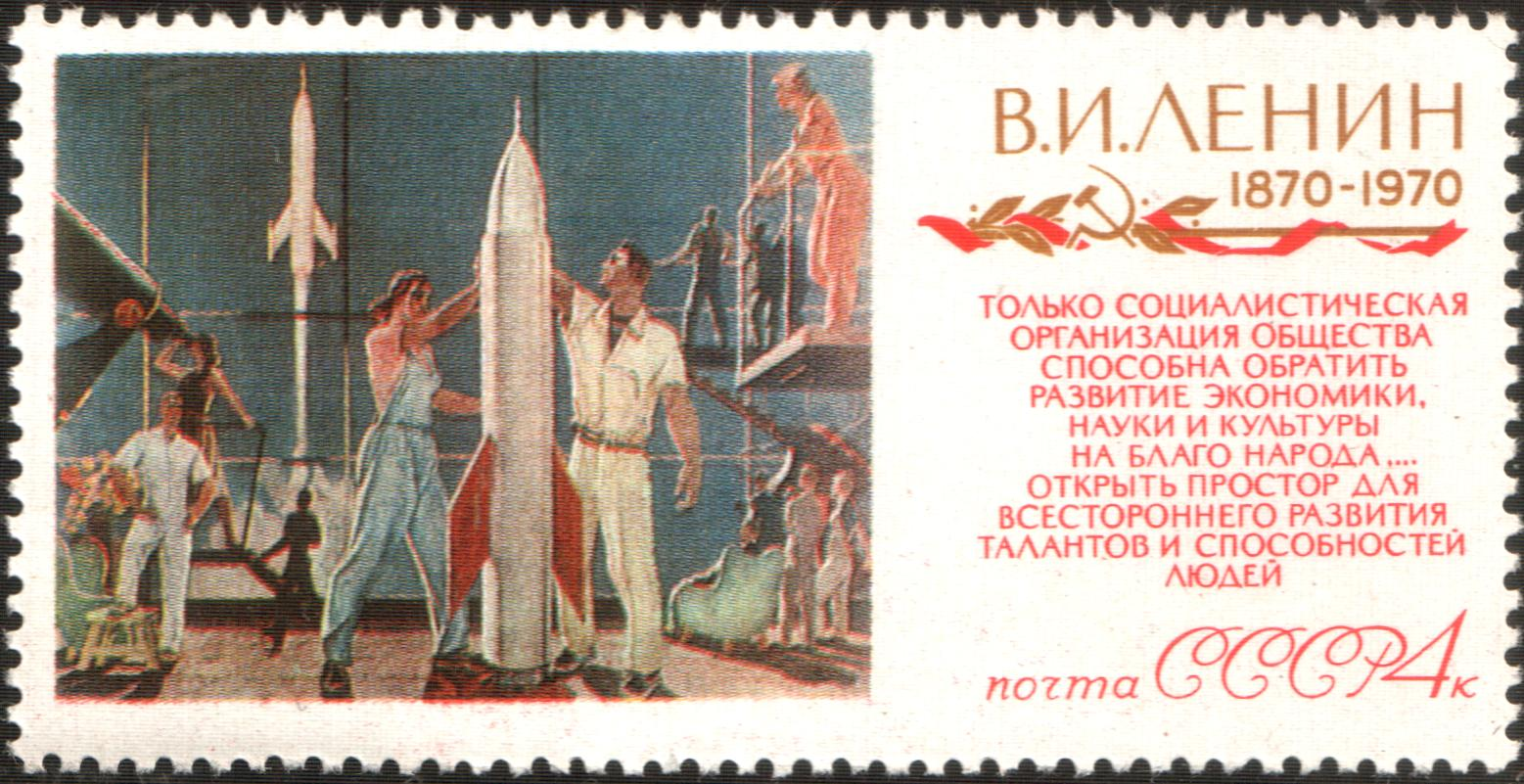
Rymdens erövrare av Aleksander Dejneka 1961, på ett frimärke från 1970.

## Den socialistiska realismen i andra länder
Konstnärens uppgift i samhället och den socialistiska realismens idéer diskuterades av vänsterintellektuella över hela världen och influerade konstnärer som den mexikanske målaren Diego Rivera, den svenske poeten Erik Blomberg, den franske författaren Louis Aragon och många andra. I de kommunistiska stater som uppstod efter andra världskriget i Östeuropa och i Asien underställdes all konstnärlig verksamhet den kommunistiska ideologins politiska mål och den socialistiska realismen blev påbjuden konstriktning.

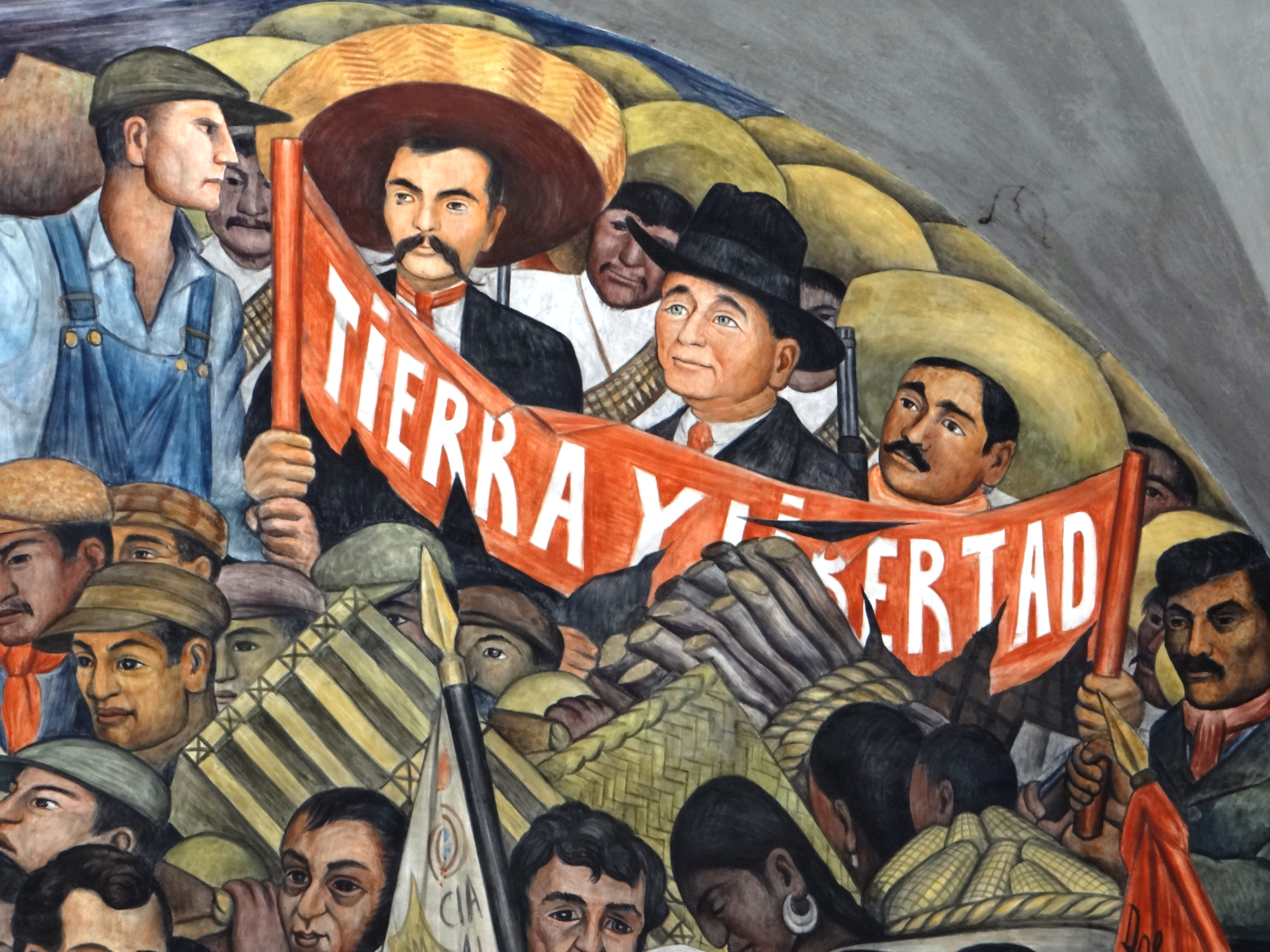
Detalj ur en muralmålning av Diego Rivera i Nationalpalatset i Mexico City  (1922-1928).
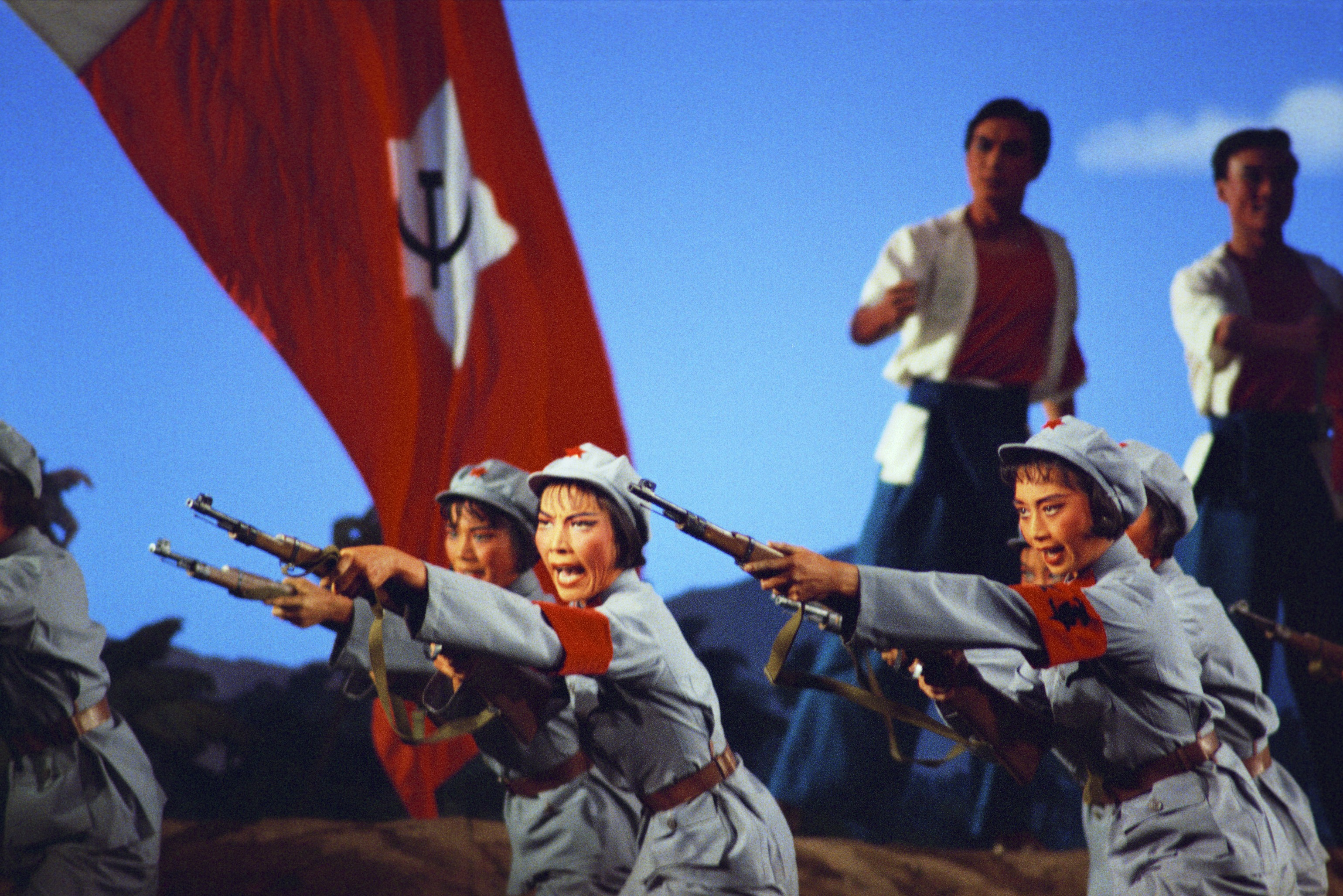
Scenbild ur den kinesiska baletten Det röda detachementet av kvinnor, skapad 1962, från en uppsättning 1972.
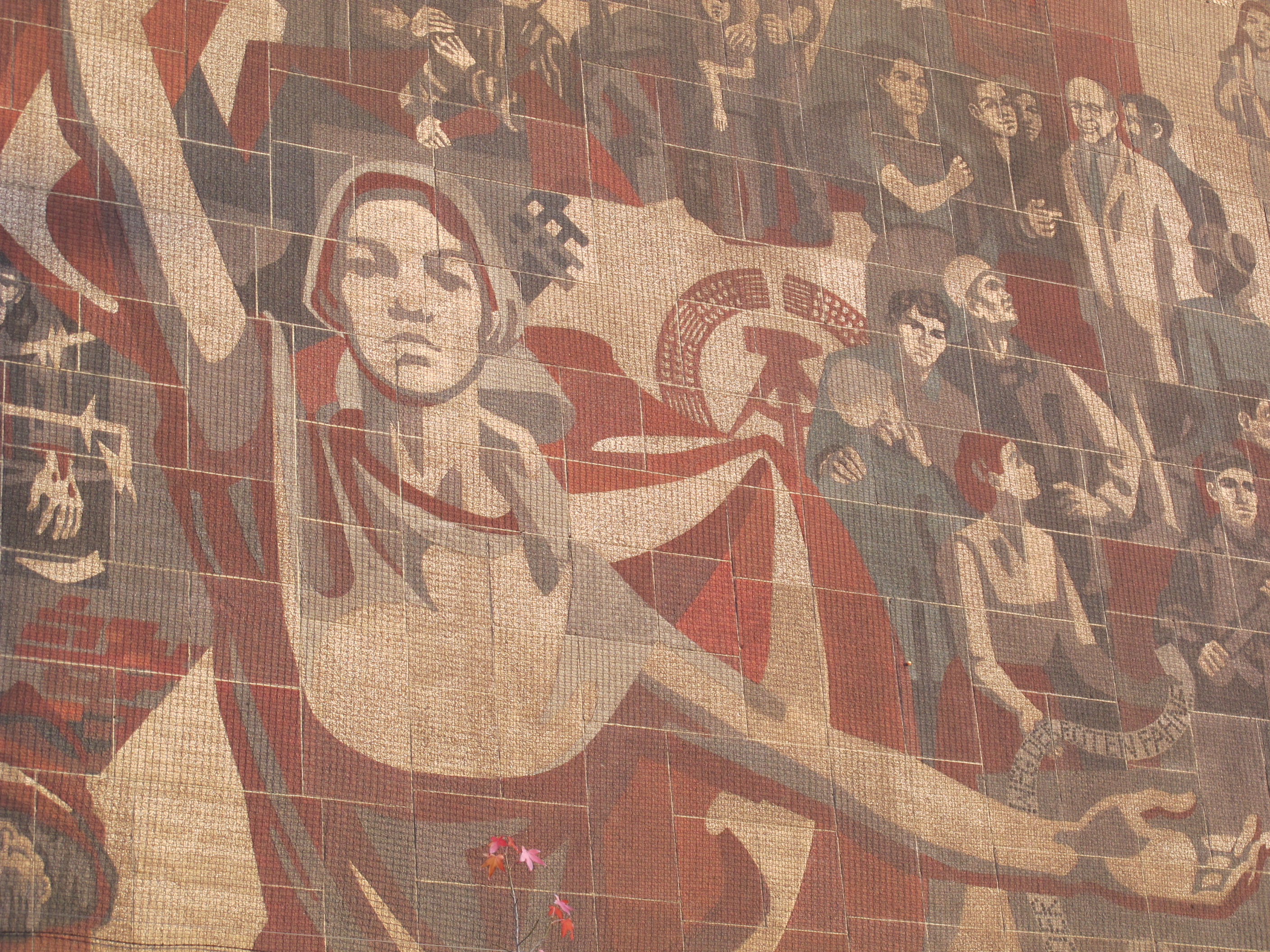
Detalj ur Gerhard Bondzins mosaik Den röda fanans väg på fasaden till kulturpalatset i Dresden (Östtyskland, 1969)
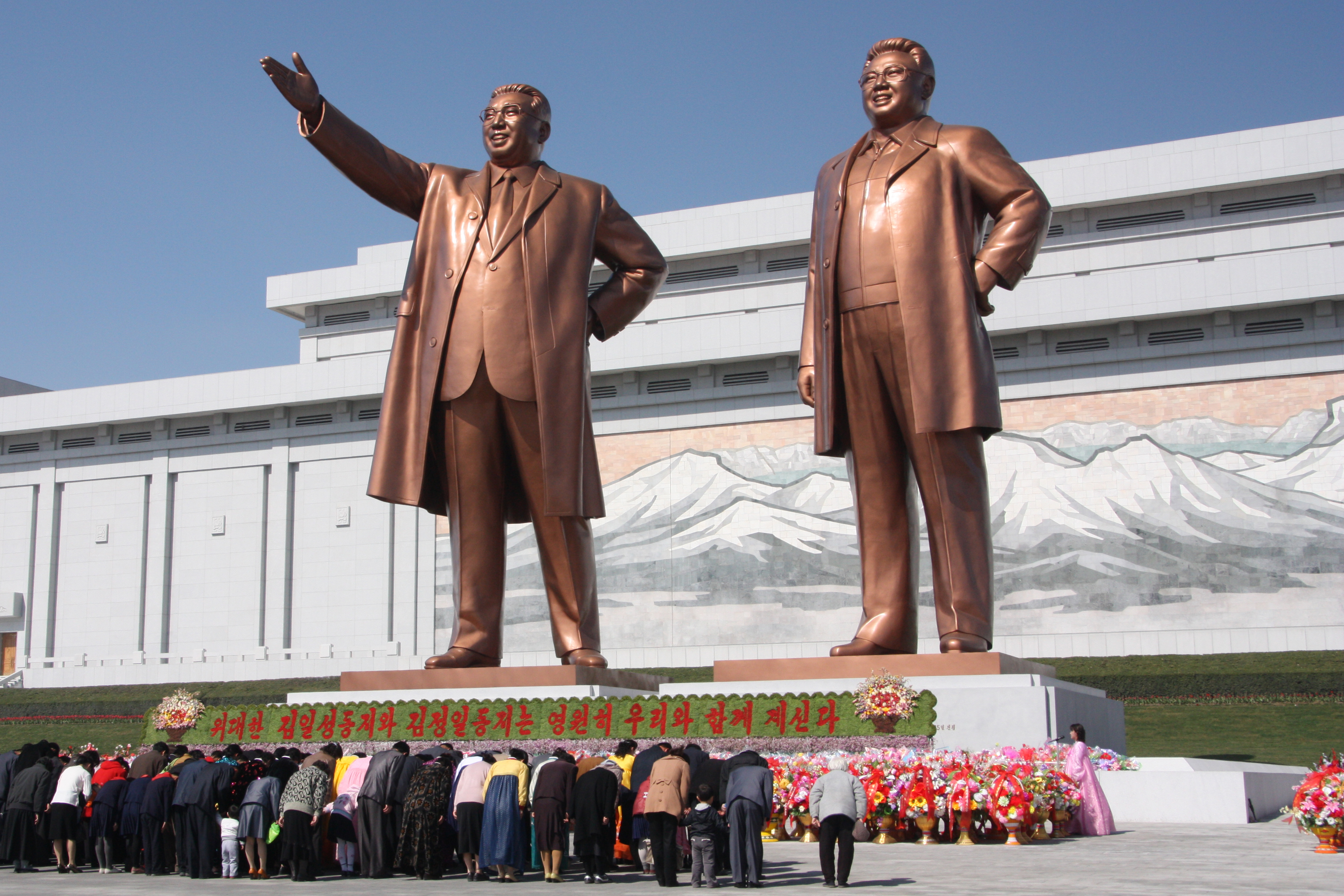
Monumentalstaty av Kim Il Sung och Kim Jong Il i Pyongyang, Nordkorea. (okänt år)